# Rudolf Klotz
Rudolf Klotz (* 21. Oktober 1921 in Oetz, Tirol; † 1986 ebenda) war ein österreichischer Lehrer, Schriftsteller und Heimatforscher.

## Werke
- Fundus. Ein Alpenroman. Eigenverlag, Ötzerau/Ötztal 1971, 218 Seiten.
- Notburga. Heimatkundlicher Roman. Von Stuibenfall zu Stuibenfall: Sautens, Oetz, Umhausen. Aus der Heimatforschung in Romanform angeboten. Ein Versuch, eine literarische Lücke des Ötztales zu füllen. Der Heimatliebe zu dienen. Egger-Verlag, Imst o. J., 103 Seiten.
- Holiday in Kühtai. Ein Alpenroman. Egger-Verlag, Imst o. J., 85 Seiten.

## Heimatkundliche Beiträge
- In: Die Ache, Ötztaler Kulturzeitschrift, Längenfeld.
- In: Oberländer Rundschau, Imst.

## Nachlass
Der Nachlass wird betreut von seinem Sohn Rudolf Klotz, Hauptschullehrer in Axams.